# در امتداد شهر
در امتداد شهر با نام اولیه  شش نفر زیر باران فیلمی به کارگردانی علی عطشانی، نویسندگی امیرعلی محسنین و تهیه‌کنندگی محسن طباطبایی‌پور و مجید کریمی محصول سال ۱۳۸۹ است.

## داستان
حامد و شیرین به دلیل نیاز مالی و راه انداختن بساط ازدواج‌شان درصدد سرقت یک جواهرفروشی هستند که صاحبش، علی فرمانیان، مدتی قبل حامد را به اتهام دزدی اخراج کرده و حقوقش را نداده است. حامد به یک پرنده فروشی می رود تا از صاحبش یک سلاح کمری بخرد. او به اسلحه فروش قول می دهد که در هر صورت او را لو ندهد، اما ناگهان نیروی انتظامی سر می رسد و حامد و شیرین موفق به فرار می شوند. خود فرمانیان هم دور از چشم همسرش سارا، با یک پرستار یک بیمارستان به نام فریبا ارتباط دارد، اما به دنیا آمدن فرزندش بعد از پانزده سال انتظار باعث شده به فکر اصلاح رابطه هایشان بیفتد. از طرف دیگر محمدرضا گلزار که بازیگر محبوب و معروفی است به کمک مدیر برنامه هایش رضا رشیدپور درصدد قرارداد بستن با شرکت های خارجی و بازی در فیلم های آن ور آب است که شان پن به ایران می آید و این دو بلافاصله با او قرار می گذارند. اما مشکل اصلی گلزار طلاق دادن همسرش است که عاشقانه دوستش دارد و تا آخرین لحظه ها هم مایل به این کار نیست. بنابراین با او در کافی شاپی قرار می گذارد تا آخرین حرف هایشان را با هم بزنند. فرزاد حسنی هم مجری متفاوتی است که به خاطر بر زبان آوردن یک کلمه خودمانی ممنوع از کار شده و با جنگیدن با مسئولان دارد دوباره راهش را باز می کند. این سه در پاساژی که طلافروشی قرار دارد به هم می رسند. حامد با سر رسیدن پلیس، در حرکتی ناخودآگاه، گلزار را گروگان می گیرد و حسنی هم با شنیدن این ماجرا به سرعت خودش را به پاساژ می رساند تا خبرها را پوشش بدهد. علی که حین درگیری با دزدان بر سر تلفن زدن به همسر حامله اش مجروح شده، رو به مرگ است. اما گلزار با مهربانی موفق می شود دو دزد را به تسلیم شدن راضی کند. او همچنین حین صحبت تلفنی با همسرش رضایت او را برای تجدید نظر کردن در طلاق جلب می کند. در نهایت حامد که بدون توجه به هشدارهای پلیس در حال صحبت کردن با شیرین است، تیر می خورد و...

## بازیگران
| بازیگر            | نقش              |
| ----------------- | ---------------- |
| محمدرضا گلزار     | محمدرضا گلزار    |
| آناهیتا نعمتی     | شیرین            |
| امیرحسین آرمان    | حامد             |
| آتیلا پسیانی      | علی فرمانیان     |
| نیکی کریمی        | فریبا            |
| سارا خوئینی‌ها     | آرزو خسروی       |
| فرزاد حسنی        | فرزاد حسنی       |
| گوهر خیراندیش     | راننده آژانس     |
| رضا رشیدپور       | رضا رشیدپور      |
| مهران رجبی        | نیروی انتظامی    |
| مائده طهماسبی     | مسافر تاکسی      |
| محمد عمرانی       |                  |
| خاطره حاتمی       | خاطره            |
| امیرحسین مدرس     | امیر             |
| حسین سلیمانی      | سرباز حسن فسنقری |
| محمدرضا داوودنژاد | ناصر             |
| شمسی فضل‌الهی      | مادر آرزو        |
| حمیدرضا آذرنگ     | حمیدرضا کریمی    |
| مجید شهریاری      | نیروی انتظامی    |
| پریناز ایزدیار    | پریناز           |
| حمیدرضا آفرینش    |                  |
| مسعود پاکدل       |                  |
| فرمان فتحعلیان    |                  |

## جوایز

### بیست و نهمین دوره جشنواره فیلم فجر
- بخش نوعی نگاه

| قسمت        | نامزد            | نتیجه    | جایزه | منبع  |
| ----------- | ---------------- | -------- | ----- | ----- |
| بهترین فیلم | محسن طباطبایی‌پور | نامزدشده |       | [ ۷ ] |